# Born to Sing: No Plan B
Born to Sing: No Plan B je 34. studiové album irského písničkáře Van Morrisona. Album vyšlo 2. října 2012 u Blue Note Records. U tohoto vydavatelství již Morrison vydal své album What's Wrong with This Picture? z roku 2003. Nahrávání alba probíhalo v Belfastu. Jde o jeho první studiovou desku od roku 2008, kdy vyšlo album Keep It Simple.

## Seznam skladeb
Autorem všech skladeb je Van Morrison.
| Pořadí | Název                         | Délka |
| ------ | ----------------------------- | ----- |
| 1.     | Open the Door (To Your Heart) | 5:19  |
| 2.     | Going Down to Monte Carlo     | 8:12  |
| 3.     | Born to Sing                  | 4:39  |
| 4.     | End of the Rainbow            | 4:35  |
| 5.     | Close Enough for Jazz         | 3:45  |
| 6.     | Mystic of the East            | 4:56  |
| 7.     | Retreat and View              | 6:50  |
| 8.     | If in Money We Trust          | 8:02  |
| 9.     | Pagan Heart                   | 7:52  |
| 10.    | Educating Archie              | 5:41  |

## Obsazení
- Van Morrison – altsaxofon, elektrická kytara, klavír, zpěv
- Paul Moran – Hammondovy varhany, trubka, klavír, klávesy
- Alistair White – pozoun
- Chris White – tenorsaxofon, klarinet
- Dave Keary – kytara, akustická kytara, slide kytara
- Paul Moore – baskytara
- Jeff Lardner – bicí, perkuse